# FIFA Museum
Das FIFA Museum (ursprünglich FIFA World Football Museum) ist ein Museum in Zürich, das der Geschichte und Entwicklung des internationalen Fussballs gewidmet ist.

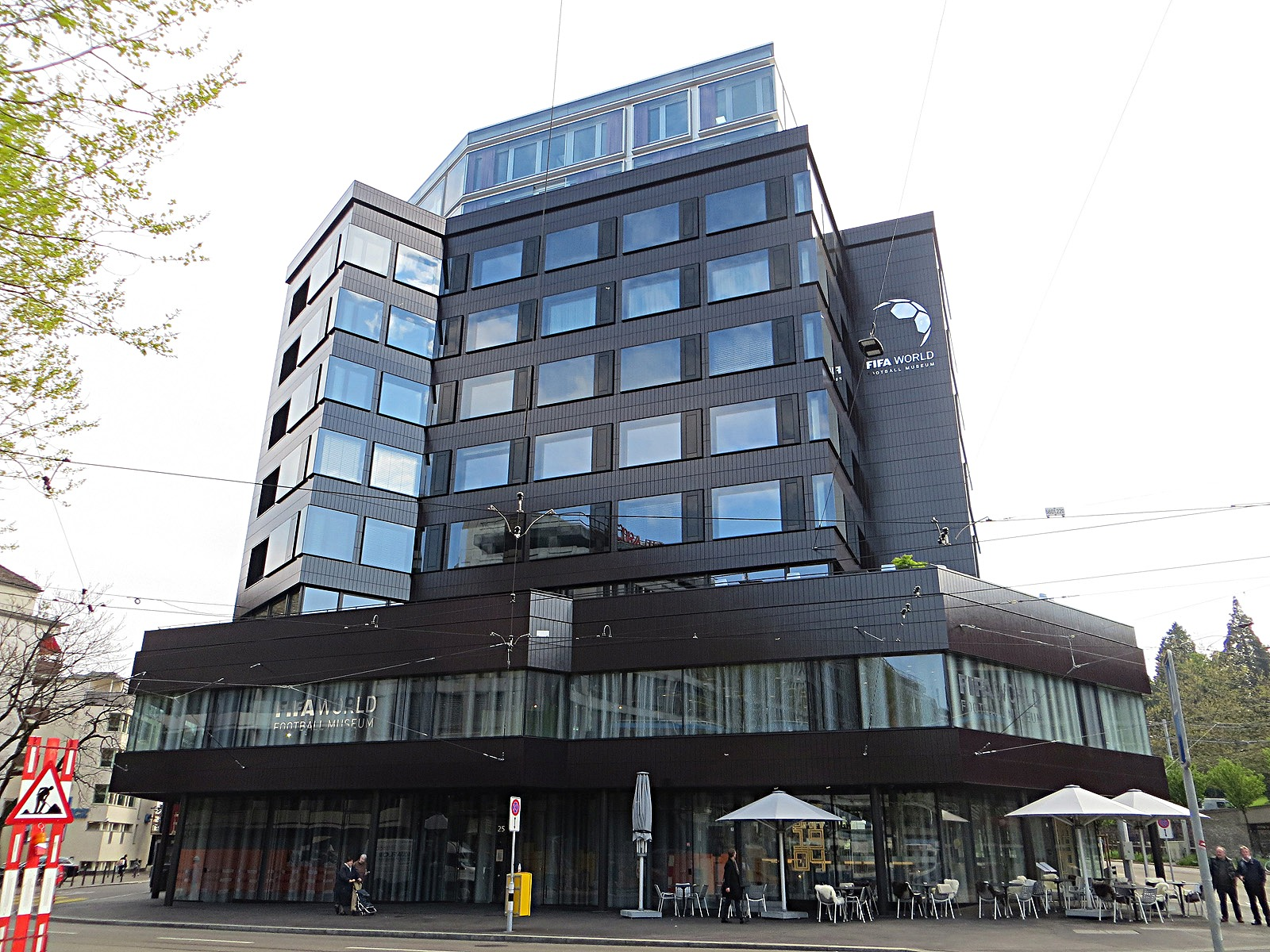
Aussenansicht des Museums

## Geschichte
Das im Februar 2016 eröffnete Museum ist in den unteren Etagen des zehnstöckigen Haus zur Enge im Zürcher Stadtteil Enge gegenüber dem Bahnhof Zürich Enge untergebracht. Der Bau von Werner Stücheli aus den 1970er Jahren wurde in den Jahren 2009 bis 2015 renoviert und teilweise umgestaltet, um die Untergeschosse museal nutzen zu können. Die Ausstellung erstreckt sich über eine Gesamtfläche von rund 3000 Quadratmetern. Eine frei zugängliche Bibliothek im ersten Obergeschoss umfasst mehr als 7500 Publikationen, die sich dem Phänomen Fussball annehmen. Zum Museum gehören auch ein Restaurant mit Terrasse, ein Shop sowie ein Seminarbereich. Die oberen Stockwerke des Gebäudes werden als Wohnungen und Büros genutzt.
Obwohl das Museum in der Schweiz liegt, ist die Ausrichtung global. Für den Standort hat man sich entschieden, weil die Schweiz eines der FIFA-Gründungsmitglieder ist und Zürich den Hauptsitz der FIFA beherbergt.

## Sammlung und Ausstellung
Das Museum zeigt mehr als 1000 Objekte aus der Welt des internationalen Fussballs. Ausgestellt werden Memorabilia von jeder bisherigen Fussball-Weltmeisterschaft der Männer und der Frauen, darunter etwa eine berühmt gewordene Tabakpfeife des italienischen Weltmeistertrainers Enzo Bearzot, ein Trainingsanzug von Pelé, die originalen Trikots von Diego Maradona (WM 1986) und Zinédine Zidane (WM 1998) sowie die Schuhe von Rudi Völler aus dem Jahr 1986. Die bekanntesten Exponate des Museums sind die originalen FIFA-WM-Pokale der Herren und der Damen. Im Regenbogen, einer runden Glasvitrine, sind die nach Farben sortierten Originaltrikots der FIFA-Mitgliedsverbände ausgestellt, derzeit 211 (Stand: Mai 2018).
Das Thema Fussball wird über verschiedene interaktive Mitmachstationen vermittelt, darunter ein begehbarer Pinball, der weltweit grösste Fussball-Flipper. Neben partizipativen Exponaten sind 500 Videos zu sehen. Die Audio- und Soundinstallation Visions of Football zeigt Fussball-Szenen und historische Momente auf einer acht Meter hohen LED-Fläche. In einem 180-Grad-Kino wird ein achtminütiger Film mit Original-Szenen aus den WM-Endspielen gezeigt. Seit dem 16. Juli 2020 gibt es einen neuen eFootball-Bereich in der Dauerausstellung, der sich dem Phänomen der Videospiele, dem E-Sport und insbesondere der Videospielreihe FIFA widmet.

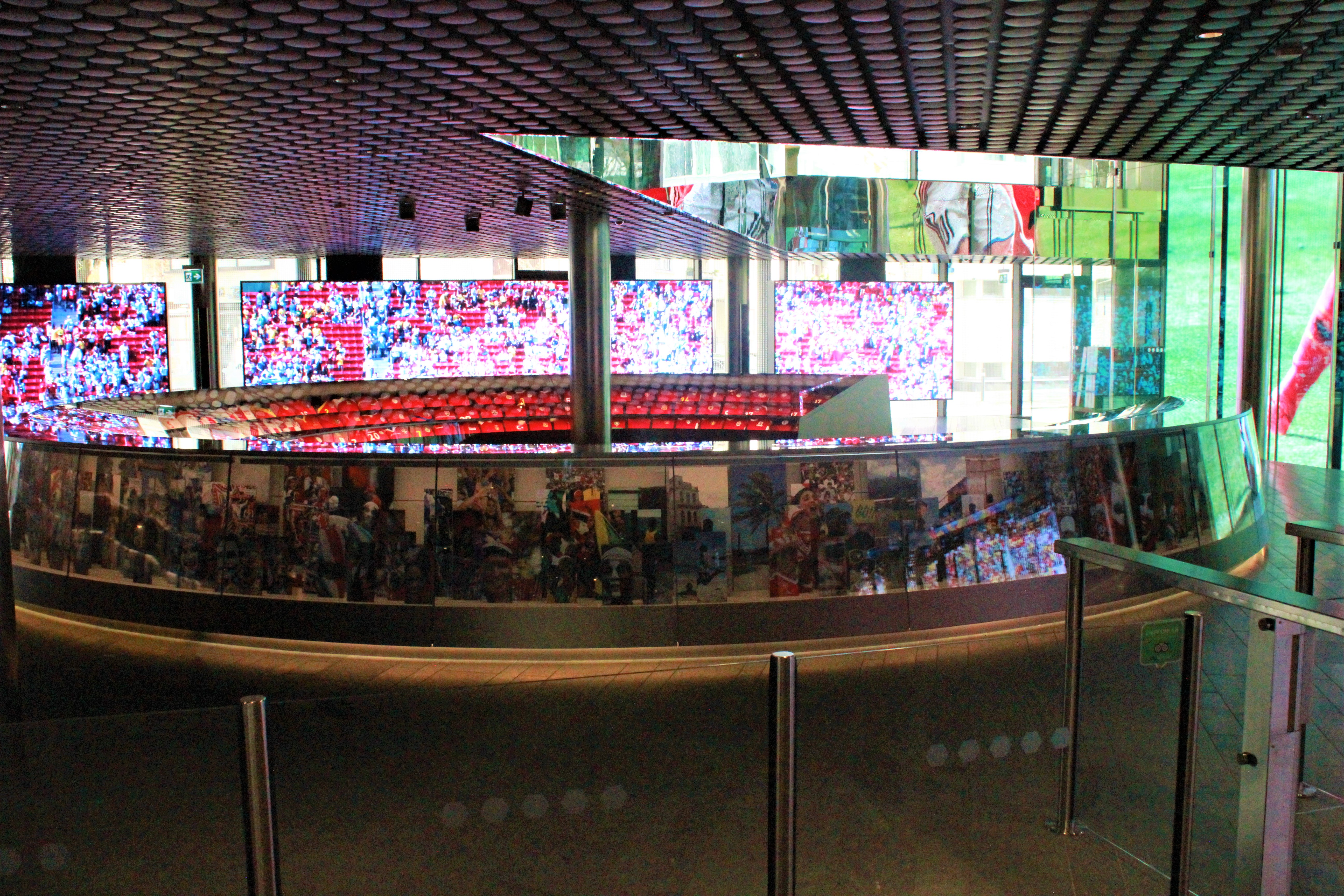
Originaltrikots aller Nationalteams

## Veranstaltungen
Regelmässig veranstaltet das Museum Events zum Themenkomplex Fussball, zu denen häufig bekannte Persönlichkeiten der Fussballwelt eingeladen werden. Neben öffentlichen Führungen umfasst das Kulturprogramm des Museums Veranstaltungsreihen wie die Diskussionsrunde Anpfiff, das Fussball-Cinema, Buchvorstellungen und ein Football Quiz. Jedes Jahr nimmt das Museum an der Langen Nacht der Museen in Zürich teil.

## Rezeption
Als private Erlebniswelt, in die das Unternehmen FIFA 30 Millionen Franken investiert hat, polarisiert das Museum. Kritische Stimmen hätten sich gewünscht, dass die Ausstellung stärker auf die eigene wechselvolle Geschichte eingeht oder die mit der FIFA in Verbindung gebrachten Korruptionsvorwürfe aufarbeitet.
Das Museumserlebnis selbst wird überwiegend positiv aufgenommen, gelobt wird vor allem die interaktive Inszenierung und die Ansprache aller Sinne beim Rundgang durch die Ausstellung.
2017 wurde das Museum in der Kategorie Excellent Communications Design Fair für den German Design Award nominiert.

## Besucherzahlen und Verluste
Das Museum machte von Anfang an Verluste. Die anfangs angepeilte Besucherzahl von 250.000 pro Jahr wurde nie erreicht. Im ersten Jahr 2016 hatte das Museum nur 107.000 Besucher, was zur Entlassung des Geschäftsführers ein halbes Jahr nach der Eröffnung führte. Im Juni 2017 kam es durch eine Streichung von 50 Vollzeitstellen zu einer Massenentlassung. Vor allem die überteuerte Gastronomie erwies sich als verlustreich. Das Betriebsdefizit betrug in den ersten beiden Jahren zusammen 60 Millionen Franken.
2018 wurde Marco Fazzone neuer Direktor, der zuvor beim Basler Messeveranstalter MCH Group tätig war. Er überarbeitete u. a. die Dauerausstellung, was zum Anstieg der Besucherzahlen in den Jahren 2018 und 2019 führte. 2019 hatte das Museum dennoch fast 3 Millionen US-Dollar Verlust gemacht.

## Strafanzeige der FIFA im Dezember 2020
Im Dezember 2020 stellte der Fußball-Weltverband FIFA Strafanzeige gegen mehrere Mitglieder der früheren Geschäftsleitung, darunter gegen Joseph Blatter. Ihnen werden eine ungetreue Geschäftsführung und mutmaßliche Straftaten bei der Finanzierung des Museums vorgeworfen. Gremien des Verbandes wurden falsch über Kosten und Rentabilität des Museums informiert. Laut Generalsekretär Alasdair Bell wurden „mehrere verdächtige Umstände und Führungsversäumnisse“ aufgedeckt, „von denen einige strafrechtlich relevant sein könnten“. Die ehemalige FIFA-Leitung hatte z. B. 140 Millionen Schweizer Franken in die Renovierung und Modernisierung eines Gebäudes gesteckt, die der Organisation gar nicht gehörten.
Die FIFA rechnet beim Museum mit einer halbe Milliarden Franken Gesamtverlust. Kritisiert wird vor allem der langfristige Mietvertrag bis 2045 zu für den Markt ungünstigen Preisen.